# Choi Jum-hwan
Choi Jum-hwan est un boxeur sud-coréen né le 9 juin 1963.

## Carrière
Passé professionnel en 1983, il devient champion de Corée des poids mi-mouches l'année suivante puis champion du monde IBF de la catégorie le 7 décembre 1986 après sa victoire aux points contre son compatriote Park Cho-woon. Choi Jum-hwan conserve son titre à 3 reprises puis perd aux points contre Tacy Macalos le 4 novembre 1988. Il remporte ensuite le titre de champion du monde des poids pailles WBC le 12 novembre 1989 aux dépens de Napa Kiatwanchai mais le cède dès le combat suivant face à Hideyuki Ohashi le 7 février 1990. Il met un terme à sa carrière de boxeur en 1990 sur un bilan de 30 victoires et 3 défaites.